# Sächsische Dampfeisenbahngesellschaft

Logo der SDG

Die Sächsische Dampfeisenbahngesellschaft mbH (SDG) ist ein Eisenbahninfrastrukturunternehmen und ein Eisenbahnverkehrsunternehmen mit Sitz in Annaberg-Buchholz, Sachsen. Die Gesellschaft ist Betreiber der Schmalspurbahnen Radebeul Ost–Radeburg, Freital-Hainsberg–Kurort Kipsdorf und Cranzahl–Kurort Oberwiesenthal. Die SDG entstand 2007 aus der vormaligen BVO Bahn und gehört seit Anfang 2019 den Verkehrsverbünden Mittelsachsen (VMS) und Oberelbe (VVO) an.

## Geschichte
Die BVO Bahn GmbH wurde 1998 als Tochtergesellschaft der BVO Verkehrsbetriebe Erzgebirge GmbH (BVO) gegründet, als sich die Deutsche Bahn AG von der schmalspurigen Fichtelbergbahn von Cranzahl nach Kurort Oberwiesenthal trennen wollte. Am 4. Mai 1998 wurde diese Strecke übernommen. Um mehr Kunden für die bis dahin unrentable Bahn zu gewinnen, sollte der tägliche Betrieb mit Dampflokomotiven mehr am touristischen Bedarf ausgerichtet werden. In diesem Sinne war zunächst auch eine Verlängerung in das nahe gelegene Annaberg angedacht. Dieses Vorhaben konnte allerdings aus finanziellen Gründen nicht realisiert werden.
Seit 2004 betreibt die SDG auch die Lößnitzgrundbahn von Radebeul nach Radeburg. Die Strecke ist vor allem durch die seit 1974 verkehrenden Traditionszüge des Traditionsbahn Radebeul e. V. und die Sehenswürdigkeiten entlang der Bahn (Karl-May-Museum Radebeul, Schloss Moritzburg) bekannt. Auch hier setzt die SDG vorrangig auf die touristische Attraktivität der Bahn. Bedeutung hat die Strecke aber auch im Schülerverkehr.
Die dritte sächsische Schmalspurbahn, deren Betrieb von der SDG übernommen wurde, ist die Weißeritztalbahn von Freital-Hainsberg nach Kurort Kipsdorf. Die Strecke war beim Hochwasser im August 2002 auf mehreren großen Abschnitten zerstört worden. Ab dem 14. Dezember 2008 wird der Abschnitt Freital-Hainsberg – Dippoldiswalde wieder befahren, seit 2017 wieder die gesamte Strecke bis Kurort Kipsdorf.
Entsprechend den Beschlüssen des Verkehrsverbundes Oberelbe (VVO) vom 4. Juni 2007 erwarb der Weißeritzkreis die Infrastruktur und die SDG übernahm den Betrieb. Gleichzeitig beteiligte sich der VVO mit 35 % an der SDG, weil das Chemnitzer Regierungspräsidium darauf bestand, dass sich die Aktivitäten kommunaler Unternehmen auf das Gebiet der Gesellschafter beschränken. Die daraus folgende Umbenennung von BVO Bahn in Sächsische Dampfeisenbahngesellschaft erfolgte zum 9. Mai 2007.
2004 errichtete das Unternehmen in Oberwiesenthal eine neue Lokomotivwerkstatt, um fällige Untersuchungen und Reparaturen in großem Umfang in Eigenregie ausführen zu können.
Zum 1. Januar 2019 veräußerte der bisherige Mehrheitseigentümer Regionalverkehr Erzgebirge GmbH (RVE) seine Anteile an die Zweckverbände Verkehrsverbund Oberelbe (VVO) und Verkehrsverbund Mittelsachsen (VMS), da kommunale Verkehrsunternehmen aufgrund EU-Recht nur im eigenen Gebiet Verkehrsleistungen erbringen dürfen. Zwei Drittel der Anteile hält seitdem der VVO, ein Drittel der VMS.
Wegen der Corona-Krise stellte die SDG den Eisenbahnbetrieb auf allen drei Strecken vom  28. März bis 16. Mai 2020 ein.
Im Rahmen einer Direktvergabe verlängerten der VVO und der VMS den laufenden Verkehrsvertrag ab 1. Januar 2023 um weitere 15 Jahre. Vereinbart sind 164.000 Zugkilometer im Jahr. Davon entfallen auf die Fichtelbergbahn 63.000 Kilometer, auf die Lößnitzgrundbahn 51.000 Kilometer und auf die Weißeritztalbahn 50.000 Kilometer.
Infolge der Kürzungen der Zuschüsse für die Schmalspurbahnen im sächsischen Doppelhaushalt 2025/26 um zehn Prozent wurde der Verkehrsvertrag mit dem Verkehrsverbund Oberelbe am 3. Juni 2025 abgeändert. Die beiden letzten Zugpaare auf der Lößnitzgrundbahn und der Weißeritztalbahn verkehren künftig nur noch an den Wochenenden im Sommer.

## Strecken
- Fichtelbergbahn: Cranzahl–Kurort Oberwiesenthal (17,349 km)
- Lößnitzgrundbahn: Radebeul Ost–Radeburg (16,490 km)
- Weißeritztalbahn: Freital-Hainsberg–Kurort Kipsdorf (26,335 km)

## Fahrzeuge
Die SDG besitzt folgende Fahrzeuge:
- zwei Dampflokomotiven der Baureihe 99.51–60 (Sächsische IV K)
- eine Dampflokomotive der Baureihe 99.64–65 (Sächsische VI K)
- sieben Dampflokomotiven der Baureihe 99.73–76
- 15 Dampflokomotiven der Baureihe 99.77–79
- drei Diesellokomotiven der Baureihe FAUR L45H
- 90 Personenwagen verschiedener sächsischer Hersteller, davon vier offene Aussichtswagen
- 22 Packwagen verschiedener sächsischer Hersteller
- fünf Schotterwagen
- 12 Rollwagen
- vier Schneepflüge
- vier gedeckte Güterwagen
- sieben offene Güterwagen
- vier Drehschemelwagen

Viele dieser Fahrzeuge werden nicht im Regelbetrieb eingesetzt und sind nicht einsatzfähig.